# 세속의 시대
세속의 시대 ( A Secular Age)는 철학자인 찰스 테일러가 쓴 책으로 2007년에 하버드대학교 출판사에서 출판되었다.  이 책은 테일러의 기포드 강연(에딘버러, 1998-1999)에서 발표한 내용을 기초로 한다.  사회학자인 로버트 N. 벨라는 이 책에 대하여 " 내 생애에 쓰여진 책 중에 가장 중요한 책중의 하나"라고 언급하였다.

## 내용
세속성의 분류를 다음과 같이 할 수 있다.
1. 세속성 1: 공적생활의 장으로부터 종교의 추방
2. 세속성 2: 종교적 믿음과 실천의 쇠퇴
3. 세속성 3: 우리시대를 '세속의 시대'라고 말하는 것을 가능하게 만드는 '영적인 것들에 대한 경험과 탐색의 조건'

테일러는 그의 책에서 세속성 3에 대하여 집중하였다.  그는 세속의 시대의 출현을 이론적 발견이라기 보다 일차적으로 서사 형식으로 간주하였다.
테일러는 종교개혁이 일상 생활에 소명이라는 신조로 심층적인 종교적 의미를 부여함으로써, 종교적(수도사라는 의미에서) 삶과 일상 생활 사이의 차이를 제거하려고 시도했다고 주장한다.

### 1부: 개혁의 작업
하나님의 존재는 서양 사회에서 세가지 면에서 사라져갔다.  1)사람들은 자연 현상에 대해 하나님의 일이라고 보지 않는다. 2)사회는 세속사회에서 인간의 행동보다 더 높은 것이라고 여겨질 때만 인식된다. 3)사람들은 쾌락(기쁨)의 세계에서  살다가 이제는 실망(슬픔)의 세상에 살고 있다.

### 2부: 전환점
개혁 프로그램은 훈련받고, 조직화된 사회를 만듦으로 인간과 하나님의 사이를 멀어지게 만들었다.

### 3부: 노바 효과
18세기에 기독교 신앙에 완전히 대체되는 세속화의 폭발현상이 있었났다.  19세기에는 다양화가 일어남으로 자유의 인본주의와 상호 호혜간의 니체식 분리가 일어났다.  지난 50년에는 모든 사회에 이 노바효과가 일어났는 데 이것은 '정체성'과 표현적 개인주의 일반화된 문화를 포함한다.

### 4부: 세속화의 네러티브

#### 기동화(mobilization)의 시대
교회는 교회회원들의 삶을 조직화함으로, 강력한 충성심을 불러 일으켜서 그들이 교육받고, 축구를 하고, 여가를 즐길 수 있도록 만들었다.

#### 정체성의 시대
1960년대의 문화혁명으로 기동화의 시대는 막을 내렸다.

#### 오늘의 종교
오늘날은 국가에 종교를 신-뒤르켐적으로 더씌우는 일이 발생한다.

### 5부 신앙의 조건들
우리는 현세적 프레임에서 살고 있다.

## 같이 보기
- 피터 L. 버거
- 막스 베버
- 탈주술화